# Соколівська сільська рада (Пустомитівський район)
Соколівська сільська рада — орган місцевого самоврядування у Пустомитівському районі Львівської області з адміністративним центром у с. Соколівка.

## Загальні відомості
Історична дата утворення: в 1939 році.
У 2017р. Соколівська сільська рада об'єдналася із сусідніми Радами  у Щирецьку селищну територіальну громаду з адміністративним центром у селищі міського типу Щирець.
Рішенням Львівської обласної Ради від 22.11.2017р. Соколівська сільська рада була ліквідована
.

## Населені пункти
Сільраді підпорядковані населені пункти:
- с. Соколівка
- с. Льопи
- с. Никонковичі
- с. Сороки
- с. Яструбків

## Склад ради
- Сільський голова: Бешлей Володимир Васильович
- Секретар сільської ради: Чубак Ганна Ярославівна
- Загальний склад ради: 14 депутатів

### Керівний склад ради
| ПІБ                         | Основні відомості                                                 | Дата обрання | Дата звільнення |
| --------------------------- | ----------------------------------------------------------------- | ------------ | --------------- |
| Бешлей Володимир Васильович | Сільський голова, 1961 року народження, освіта, безпартійний      | 26.03.2006   | 31.10.2010      |
| Бешлей Володимир Васильович | Сільський голова, 1961 року народження, освіта вища, безпартійний | 31.10.2010   |                 |

Примітка: таблиця складена за даними джерела

### Депутати
Результати місцевих виборів 2010 року за даними ЦВК
| № зп | № округу | Прізвище, ім'я, по батькові | Дата визнання обраним | Відомості про обраного депутата                                                            |
| ---- | -------- | --------------------------- | --------------------- | ------------------------------------------------------------------------------------------ |
| 1    | 1        | Синишин Володимира Гнатівна | 08.11.2010            | Освіта середня, позапартійна, пенсіонер                                                    |
| 2    | 2        | Маніла Оксана Михайлівна    | 08.11.2010            | Освіта вища, позапартійна, УДК у Пустомитівському р-ні, провідний спеціаліст               |
| 3    | 3        | Мазурик Тетяна Андріївна    | 08.11.2010            | Освіта середня, позапартійна, магазин с. Никонковичі, продавець                            |
| 4    | 4        | Король Богдан Володимирович | 08.11.2010            | Освіта середня, позапартійний, Авіаційно-ремонтний завод м. Львів, токар                   |
| 5    | 5        | Заяць Ігор Степанович       | 08.11.2010            | Освіта середня, позапартійний, Птахофабрика м. Пустомити, робітник                         |
| 6    | 6        | Маніла Андрій Зенонович     | 08.11.2010            | Освіта середня, позапартійний, фірма КНП м. Львів, завідувач складу                        |
| 7    | 7        | Мищишин Ярослава Григорівна | 08.11.2010            | Освіта вища, позапартійна, Никонковичівська ПШ, вчитель                                    |
| 8    | 8        | Томчишин Ганна Василівна    | 08.11.2010            | Освіта вища, позапартійна, Пустомитівський територіальний центр, соціальний працівник      |
| 9    | 9        | Чубак Ганна Ярославівна     | 08.11.2010            | Освіта середня, позапартійна, Соколівська сільська рада, секретар                          |
| 10   | 10       | Молявчик Лідія Анатоліївна  | 08.11.2010            | Освіта середня, позапартійна, тимчасово не працює                                          |
| 11   | 11       | Шемелиниць Микола Федорович | 08.11.2010            | Освіта середня, позапартійний, Приватна агрофірма «Україна» с. Соколівка, головний агроном |
| 12   | 12       | Табачник Ігор Володимирович | 08.11.2010            | Освіта середня, позапартійний, Львівська залізниця, провідник                              |
| 13   | 13       | Федик Любов Іванівна        | 08.11.2010            | Освіта середня, позапартійна, фельдшерсько-акушерський пункт с. Яструбки, завідувачка      |
| 14   | 14       | Кріль Марія Антонівна       | 08.11.2010            | Освіта середня, позапартійна, ТЗоВ «Альба» с. Яструбків                                    |